# Crise hídrica e incêndios no Brasil em 2025
A crise hídrica e os incêndios florestais no Brasil em 2025 referem-se a um período de severa escassez de chuvas e um aumento subsequente no número e na intensidade de incêndios florestais, que afetaram principalmente os biomas do Pantanal e da Amazônia durante a estação seca. O fenômeno, agravado por condições climáticas extremas associadas a mudanças climáticas, resultou em impactos ambientais, sociais e econômicos significativos, exigindo respostas emergenciais dos governos e da sociedade civil.
A crise é caracterizada pela baixa recorde no nível de importantes rios da região, comprometendo o abastecimento de água, a navegação e a geração de energia, enquanto o tempo seco e a vegetação ressecada criaram condições ideais para a propagação do fogo, em grande parte iniciado por ações humanas.

## Contexto
O ano de 2025 iniciou-se sob a influência de um padrão climático de chuvas abaixo da média histórica para as regiões Centro-Oeste e Norte do Brasil, um fenômeno que meteorologistas associaram ao aquecimento anômalo do Atlântico e a resquícios de eventos climáticos anteriores. O desmatamento contínuo na Amazônia, especialmente na região conhecida como Arco do desmatamento, contribuiu para a alteração dos regimes de chuva e para a maior vulnerabilidade da floresta ao fogo.
O bioma do Pantanal, que já havia sofrido com os incêndios devastadores de 2020, entrou na estação seca de 2025 com um déficit hídrico acumulado, tornando a planície alagável excepcionalmente seca e suscetível à rápida propagação das chamas.

## Desenvolvimento da crise

### Crise Hídrica
A partir de outubro de 2024, os principais rios da Bacia do Alto Paraguai, que alimenta o Pantanal, começaram a apresentar níveis drasticamente baixos. O Rio Paraguai, em réguas como as de Cáceres e Corumbá, atingiu marcas negativas, algo não visto em décadas. A seca impactou diretamente o transporte de grãos por hidrovias, isolou comunidades ribeirinhas e reduziu drasticamente a capacidade de geração de usinas hidrelétricas na região. Municípios em Mato Grosso, Mato Grosso do Sul e no sul do Amazonas decretaram estado de emergência devido à falta de água para consumo humano e para a agricultura.

### Incêndios Florestais

#### No Pantanal
Os primeiros grandes focos de incêndio no Pantanal foram detectados no final de julho, intensificando-se rapidamente em agosto. Imagens de satélite do Instituto Nacional de Pesquisas Espaciais (INPE) mostraram que a área queimada superou 1 milhão de hectares em poucas semanas.<ref name="inpe_dados"/> A fumaça densa cobriu cidades como Corumbá e atingiu estados vizinhos. A fauna foi severamente afetada, com registros de milhares de animais mortos, incluindo espécies-símbolo como a onça-pintada, o tamanduá-bandeira e o tuiuiú. Brigadistas e bombeiros relataram dificuldades extremas no combate às chamas devido à baixa umidade, ventos fortes e dificuldade de acesso a áreas remotas.

#### Na Amazônia
Na Amazônia, os incêndios se concentraram nos estados do Amazonas, Pará e Acre, em áreas de expansão da fronteira agrícola. Além da queima da floresta derrubada para a criação de pastagens, houve também um aumento de incêndios em áreas de floresta primária, um indicativo da severidade da seca. Cidades como Manaus e Rio Branco sofreram com uma densa camada de fumaça, levando a um aumento expressivo nos casos de problemas respiratórios na população.

## Impactos

### Ambientais
Perda de biodiversidade: Mortalidade em massa da fauna e flora, com risco para espécies ameaçadas.
Emissões de carbono: Liberação de milhões de toneladas de gases do efeito estufa na atmosfera, contribuindo para o aquecimento global.
Degradação do solo e da água: O solo exposto se torna vulnerável à erosão, e as cinzas contaminam rios e lagos, afetando a vida aquática.

### Sociais e de Saúde
Saúde pública: Aumento de doenças respiratórias e cardiovasculares devido à inalação de fumaça.
Comunidades tradicionais: Povos indígenas e comunidades ribeirinhas perderam territórios, áreas de caça e pesca, e sofreram com a escassez de água potável.
Deslocamento forçado: Famílias em áreas rurais foram forçadas a abandonar suas casas devido ao avanço do fogo.

### Econômicos
Agronegócio: Perdas na pecuária, com a queima de pastagens, e na agricultura, devido à seca e à dificuldade de escoamento da produção.
Turismo: O setor de ecoturismo no Pantanal e na Amazônia foi severamente prejudicado, com o cancelamento de reservas e a destruição de pousadas e infraestrutura.
Navegação: A baixa dos rios paralisou importantes hidrovias, aumentando os custos logísticos para o transporte de commodities.

## Respostas

### Ações Governamentais
O Governo Federal, através do Ministério do Meio Ambiente e Mudança do Clima, declarou estado de emergência ambiental e autorizou o emprego das Forças Armadas em operações de Garantia da Lei e da Ordem (GLO) para combater o desmatamento e os incêndios. O IBAMA e o ICMBio intensificaram as ações de fiscalização e o combate direto ao fogo, com o apoio de bombeiros dos estados afetados e o recebimento de ajuda internacional.

### Sociedade Civil e ONGs
Organizações não governamentais como a WWF, o Greenpeace e institutos locais tiveram um papel crucial na mobilização de brigadas de voluntários, na arrecadação de fundos para a compra de equipamentos e no resgate de animais feridos. Campanhas de doação foram lançadas em todo o país para apoiar as comunidades atingidas e os esforços de conservação.